# 斯特凡尼娅·贝尔蒙多

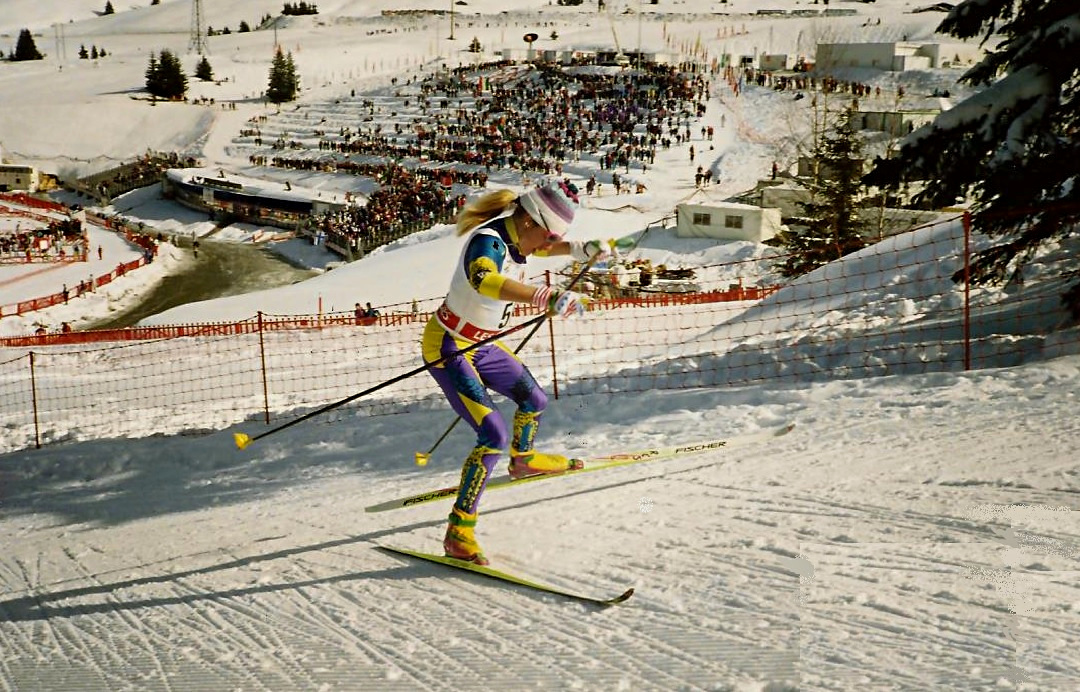
斯特凡尼娅·贝尔蒙多

斯特凡尼娅·贝尔蒙多（義大利語：Stefania Belmondo，1969年1月13日—），意大利女子越野滑雪运动员。她曾代表意大利参加1988年、1992年、1994年、1998年和2002年冬季奥林匹克运动会越野滑雪比赛，共获得二枚金牌、三枚银牌和五枚铜牌。